# Chuck Ferries
Charles Thompson Ferries, detto Chuck (Houghton, 10 giugno 1939 – Ketchum, 17 aprile 2025), è stato uno sciatore alpino, allenatore di sci alpino, dirigente sportivo e imprenditore statunitense.

## Biografia

### Carriera sciistica
Fratello di Barbara, a sua volta sciatrice alpina, Chuck Ferries iniziò a sciare a quattro anni sul Mount Ripley, una collinetta nel natio Michigan.

#### Stagioni 1957-1961
Sciatore polivalente con maggior propensione alle prove tecniche, debuttò in campo internazionale in occasione della Roch Cup 1957 (Aspen, 22-24 febbraio), dove si classificò 10º nella discesa libera, 11º nello slalom gigante, 4º nello slalom speciale e 5º nella combinata; nel 1959 si piazzò 3º nello slalom speciale della Roch Cup (Aspen, 6-8 marzo) e 2º nello slalom gigante, nello slalom speciale e nella combinata dei Vermont Championships (Stowe, 13-15 marzo).
L'anno dopo entrò nella nazionale statunitense e agli VIII Giochi olimpici invernali di Squaw Valley 1960 (19-27 febbraio), suo esordio olimpico e iridato, non completò lo slalom speciale, la sola gara nella quale prese il via. Nel 1961 vinse lo slalom speciale della Roch Cup (Aspen, 24-26 febbraio), dove fu anche 3º nella discesa libera e 2º nella combinata, e si classificò 3º nella discesa libera della Harriman Cup (Sun Valley, 24-26 marzo).

#### Stagioni 1962-1964
Nel 1962 divenne il primo americano capace di vincere lo slalom speciale del trofeo Hahnenkamm (21-22 gennaio) disputato sulla pista Ganslern di Kitzbühel, classificandosi anche 2º nella combinata; nel prosieguo della stagione si aggiudicò anche lo slalom speciale del Trofeo Ilio Colli (Cortina d'Ampezzo, 27-28 gennaio), ai Mondiali di Chamonix 1962 (10-18 febbraio) si piazzò 18º nella discesa libera e non completò lo slalom speciale e al trofeo Holmenkollen-Kandahar (Holmenkollen, 2-4 marzo) fu 2º nello slalom speciale.
Nel 1963 si classificò 2º nella discesa libera delle Vail Trophy Races (Vail, 9-10 febbraio). Ai IX Giochi olimpici invernali di Innsbruck 1964, sua ultima presenza olimpica e iridata, si piazzò 20º nella discesa libera e non completò lo slalom speciale; nel prosieguo di quella sua ultima stagione Ferries fu 3º nella discesa libera degli Eastern ASA Championships (Stowe, 13-15 marzo) e chiuse la sua carriera agonistica al Bud Werner Memorial (Sugar Bowl, 25-26 aprile).

### Carriera da allenatore e dirigente
Dopo il ritiro si laureò all'Università di Denver (1964) e fu per un breve periodo allenatore nei quadri della Federazione sciistica degli Stati Uniti; dal 2002 al 2006 fece parte del direttivo della Federazione statunitense.

### Carriera imprenditoriale
Ferries fu un imprenditore di successo nel settore delle aziende produttrici di attrezzature sportive. Lavorò inizialmente per la Head e in seguito per la K2 Sports, della quale divenne presidente fino al 1976 espandendone grandemente il mercato; nel 1981 acquisì la Scott, salvandola dal fallimento e rilanciandola su scala internazionale, e divenne anche co-proprietario della Diordora. Nel 1993 rilevò e rilanciò la Schwinn, azienda specializzata nella produzione di biciclette e altre attrezzature per il ciclismo.

## Palmarès

### Classiche
Hahnenkamm
- 1 vittoria (slalom speciale a Kitzbühel 1962)

Roch Cup
- 1 vittoria (slalom speciale ad Aspen 1961)

Trofeo Ilio Colli
- 1 vittoria (slalom speciale a Cortina d'Ampezzo 1962)

### Campionati statunitensi
- 6 medaglie (dati parziali):
  - 3 ori[3] (tra i quali: slalom speciale nel 1958[3]; slalom speciale nel 1963[17])
  - 2 argenti (dati parziali: slalom speciale nel 1959[5]; combinata nel 1963[17])
  - 1 bronzi (dati parziali: discesa libera nel 1963[17])

## Riconoscimenti
- U.S. National Ski Hall of Fame (1989)[3]